# Błagoj Błagoew
Błagoj Dimitrow Błagoew (bułg. Благой Димитров Благоев, ur. 4 grudnia 1956 w Welikim Presławiu) – bułgarski sztangista. Srebrny medalista olimpijski z Moskwy.
Zawody w 1980 były jego drugimi igrzyskami olimpijskimi. W 1976 pierwotnie był drugi w wadze do 82,5 kg, jednak został zdyskwalifikowany za stosowanie dopingu – sterydów anabolicznych. W 1980, był drugi, pod nieobecność sportowców z części krajów tzw. Zachodu, w wadze do 82,5 kg. Został równocześnie srebrnym medalistą mistrzostw świata. Był mistrzem świata trzykrotnie, w 1981, 1982 i 1983, srebro zdobył również w 1979. Na mistrzostwach Europy zwyciężał czterokrotnie (1979, 1981, 1982, 1983), był drugi w 1976 i 1984. Pobił osiemnaście oficjalnych rekordów świata.